# Ново-Михайловский дворец
Ново-Михайловский дворец — памятник архитектуры федерального значения, великокняжеский дворец, расположенный в центре Санкт-Петербурга по адресу Дворцовая набережная, 18 и Миллионная улица, 19 (Шталмейстерский корпус). Архитектор — Андре́й Ива́нович Штакеншне́йдер, дворец считается третьей крупной великокняжеской резиденцией, возведённой по проекту зодчего. Построен в 1857—1862 годах специально для великого князя Михаила Николаевича — сына императора Николая I. Сооружение дворца связано с женитьбой князя на баденской принцессе Цецилии Августе. Так как в городе уже имелся один Михайловский дворец, жилище для Михаила было решено назвать Ново-Михайловским. В настоящее время во дворце работает ряд учреждений РАН.
Выполнен в стиле, определяемом как ранняя эклектика, что выражается в многочисленных стилистических отсылках к разным эпохам. Несмотря на то, что дворец не обладает активным градостроительным значением, являясь лишь одним зданием из ряда петербургских дворцов и особняков, здание заметно выделяется в городской застройке округи пышной, нарядной отделкой фасадов и крупными габаритами.

## Предыстория
Участок земли, на котором и был построен нынешний дворец, сменил множество владельцев. Землёй в самом центре новой российской столицы владели многие именитые люди и влиятельные дворянские роды.

### Палаты Корчмина
Первые строения на Дворцовой набережной появились ещё при Петре I. На набережной разрешалось строить дома только флотских и армейских чиновников (среди них был дворец и самого Петра). С самых первых лет существования города (уже в 1710-х) были выстроены дома разных российских сановников. Землёй и домом в непосредственной близости от палат Корчмина владел управляющий воссозданным в 1701 году Монастырским приказом боярин И. А. Мусин-Пушкин, а также генерал-фельдмаршал князь В. В. Долгоруков.
Позже к ним присоединился майор Преображенского полка Василий Корчмин. В связи с родом деятельности и своим положением он имел полное право на землю в центре города. По всей видимости, Василий Дмитриевич приобрёл именно тот участок между Невой и Миллионной улицей, где впоследствии был возведён Ново-Михайловский дворец. В 1719—1732 годах под руководством архитектора Доменико Трезини были построены Палаты Корчмина.

### Особняк Черкасского, «Миллионный дом»
В 1731 году Корчмин скончался, вследствие чего его имение было распродано по частям. Уже к 1740-м участок Кормчина был разделён на несколько частей. Одна из них принадлежала генералу-поручику М. Я. Волкову, другая находилась в собственности голландского посла. Третью приобрёл генерал-аншеф А. И. Ушаков, четвёртая была куплена князем А. М. Черкасским, бывшим с 1740 года канцлером Российской империи.

Палаты А. М. Черкасского строились на месте находившихся здесь ранее палат В. Д. Карчмина. Возможно, что эти «палаты Лейб-гвардии Преображенского полку майора Василья Дмитриевича Карчмина», простоявшие до 1732 года, были первым зданием в Каменной Набережной Миллионной Линии
— Андрей Иванович Богданов Описание Санктпетербурга
Однако при жизни князя до строительства дело так и не дошло. Алексей Михайлович умер в 1742 году, земля перешла по наследству его дочери. В 1745—1750 годах, по проектам казнённого в 1740 году архитектора Петра Еропкина, под руководством архитекторов Г. Д. Дмитриева и С. И. Чевакинского здесь были построены два (один со стороны Дворцовой набережной, другой — по Миллионной улице) трёхэтажных дворца на погребах с тремя ризалитами, соединённых двумя надворными флигелями. Здания были выполнены в стиле итальянского ренессанса с заметными вкраплениями барокко. Этот дворец известен, как Особняк Черкасского.
Несколько позже дочь Алексея Черкасского, Варвара Алексеевна Черкасская, вышла замуж за Петра Шереметева. К 1748 году особняк стал владением графов Шереметевых. Эта семья владела домом около 60 лет. К началу XIX века на участке уже располагался каменный особняк «на 84 покоя». В связи с расположением особняка по Миллионной улице, дворец стал известен как «Миллионный дом».

### Департамент уделов
В 1797 году согласно закону об «Учреждении императорской фамилии» в целях скорейшей передачи части казённой земли на местах во владение императорской фамилии был организован Департамент уделов. В 1800-е годы Департамент уделов выкупил «Миллионный дом», а также соседние строения: дом банкира Ливио и здание городского ведомства. В связи с этим требовалось реорганизовать всё здание, приспособить жилые покои и парадные залы под нужды государственного учреждения. В 1807—1809 годах особняк перестроили по проекту архитектора Андрея Воронихина. Примечательно, что зодчий решил сохранить структуру фасада, а не спроектировать новый.
В перестроенном здании появились специальные апартаменты для приезжающих в столицу весьма именитых персон. Интерьеры дома Департамента уделов отличались богатством и роскошью. Известно, что только на обустройство здания мебелью ушло 114 000 рублей. Во флигелях при здании департамента были размещены архив и типография учреждения, а также Землемерное училище. В апреле 1830 года на работу в департаменте приняли 21-летнего Николая Васильевича Гоголя. Поначалу он выполнял обязанности писца, затем стал помощником столоначальника. Рабочий день начинающего писателя длился 6 часов — с 9 утра до 3 вечера. Николай Васильевич прослужил в Департаменте уделов всего год (до 1831).

## Строительство
18 августа 1857 года состоялась свадьба баденской принцессы и маркграфини Цецилии Августы (нем. Cäcilie Auguste von Baden, в православии — Ольга Фёдоровна) и великого князя Михаила Николаевича. Для новообразованной семьи требовалось построить дом, великокняжескую резиденцию. О месте проживания для семейства задумались до бракосочетания: церемония закладки дворца состоялась ещё 20 июля 1857 года, за 29 дней до свадьбы великого князя. Дворец для четы решили построить в центре столицы — на Дворцовой набережной, примерно напротив Петропавловской крепости. Проект резиденции разработал придворный архитектор Николая I Андрей Штакеншнейдер. К тому времени он уже был достаточно опытным зодчим, среди его работ числилось немало ансамблей, таких как Дворец Белосельских-Белозерских в Санкт-Петербурге или Дворец Лейхтенбергских в Петергофе.
В процессе строительства под снос попало несколько более ранних сооружений. Это довольно распространённая практика в Санкт-Петербурге того времени. В середине XIX века от построек в центре города освобождались участки под строительство великокняжеских дворцов для детей Николая I. Например, для Николая Николаевича возвели Николаевский дворец, а для Марии Николаевны — Мариинский дворец. По замыслу архитектора в единое здание предполагалось объединить близлежащие строения, придать им общий, обращённый к Неве фасад.
Для осуществления планов зодчего потребовалось передать в казну не только здание Департамента уделов, но и выкупить имения Н. С. Голицыной и О. А. Зубовой. Дворец возводился на протяжении 5 лет с 1857 года по 1862. Сооружение включило в себя фундамент, немалые отрезки стен особняка Черкасского (дома Департамента уделов), а также остатки дома княгини Голицыной и Землемерного училища. Землю у Миллионной улицы и набережной реки Мойки, принадлежавшую графине Зубовой, приспособили для устроения на ней некоторых дворцовых служб: каретной, конюшни, кузницы. Резиденция заняла значительную территорию от Невы до Мойки.
Применяемые в сооружении Ново-Михайловского дворца технологии были уникальны для России тех лет. При возведении дворца использовались металлические стропила и балки — новый метод для Санкт-Петербурга 2-й половины XIX века, несмотря на то, что эта технология появилась ещё в 1820—1830-х годах и применялась в основном для перекрытия крупных помещений (во дворцах, особняках, общественных зданиях). Изготовленные из металла стропила обладали огнестойкостью и долговечностью конструкций. Как раз в 1840—1850-х этот метод окончательно вошёл в практику и заключался в следующем: кирпичные стены служили опорой для сводов, а также деревянных и железных балок . Резиденцию, также одну из первой в городе, оборудовали водопроводом. Другой технической новинкой было отопление, которое осуществлялось подачей нагретого воздуха в помещения дворца. Стоимость работ по сооружению составила 993 525 рублей. 9 декабря 1861 года новую городскую усадьбу торжественно освятили.
В 1889 году дворец электрифицировали.

## Последующая история
В 1862 году строительство дворца закончилось. Ново-Михайловский дворец стал резиденцией великого князя Михаила Николаевича и его семьи.
Тем не менее уже в декабре 1862 года император сделал Михаила Николаевича наместником на Кавказе. Великий князь с семьёй был вынужден уехать из столицы. В 1881 году князь вернулся в Санкт-Петербург, так как Александр III назначил Михаила Николаевича председателем Государственного совета. Этот пост великий князь занимал до 1905 года.
В последние годы жизни великий князь Михаил Николаевич часто сидел у окон первого этажа. Прохожие замечали его и иногда отдавали честь.

### Дворец при Николае Михайловиче
5 (18) декабря 1909 года великий князь Михаил Николаевич скончался. Дворец перешёл к старшему сыну прежнего владельца — великому князю Николаю Михайловичу. Новый хозяин был видным историком, членом Императорского Русского географического и исторического обществ (председателем последнего Николай Михайлович был с 1909 по 1917), написал множество трудов и монографий.
Николай Михайлович, как и его отец, обладал большой библиотекой, в которой в том числе присутствовали исторические атласы, музыкальные издания, произведения Достоевского, Лескова, Салтыкова-Щедрина, а также книги по военному делу. После революции 1917 года библиотека не сохранилась: часть коллекции распределили по библиотекам страны (некоторые книги оказались в провинции), немало единиц хранения вывезли за границу.
|                                     |                                |                             |                                                                      |
| Николай Михайлович в своём кабинете | Библиотека Николая Михайловича | Кабинет Николая Михайловича | Заседание Русского исторического общества в Ново-Михайловском дворце |

|                                                      |                                                                    |                                                                                    |                                                 |
| Главная лестница в вестибюле, оригинальный цвет стен | Состояние Зелёного (Золотого) зала на 2018 год, розетка на потолке | Оригинальный паркет в Зелёном (Золотом) зале, рисунок повторяет розетку на потолке | Ручка музея (кабинета), в клюве орла были венки |

В 1911 году в помещениях, которые Михаил Николаевич занимал при жизни, был создан музей. Экспозиция, представленная около 5000 предметами, касалась личной жизни великого князя, была посвящена военной и государственной деятельности Михаила Николаевича.
Экспозиция охватила четыре помещения. В бывшей Приёмной великого князя обустроили «Общий зал». Здесь были выставлены портреты сподвижников Михаила Николаевича, коллекция оружия, рукописи, служебные документы, а также макеты и фотографии крепостей, принадлежавшие ранее великому князю. В «Зале личной жизни» на стенах также можно было увидеть портреты, а в витринах — личные документы и даже детские ученические тетради. Там же были представлены иконы, ордена и регалии (среди которых был фельдмаршальский жезл). Кабинет великого князя был оставлен неизменным. В «Зале последних дней жизни» выставлялись предметы и вещи, связанные с болезнью и смертью Михаила Николаевича.

### Советский период. Современность
После Октябрьской революции в 1917 году в национализированном дворце размещалась Коммунистическая академия.
Среди расстрелянных четырёх великих князей был и Николай Михайлович, историк Александровского времени, жил вместе с братом Георгием в Ново-Михайловском дворце.
В 1949 году было принято решение о переводе основанного ещё в 1930 году Института востоковедения АН (ныне — Институт восточных рукописей РАН, сокращённо — ИВР) в Ново-Михайловский дворец. До этого институт в разное время располагался в домах 3 и 5 по Университетской набережной и здании Библиотеки академии наук. При этом уже 1 июня 1950 года Президиум Академии Наук постановил «просить Совет Министров СССР разрешить Академии наук перевести Институт востоковедения Академии наук СССР из Ленинграда в Москву». Тем не менее фундаментальную библиотеку и собрание восточных рукописей Института разрешили оставить в северной столице. За время существования ИВР в нём работали многие известные академики (А. Н. Кононов, Н. И. Конрад, И. Ю. Крачковский, В. М. Алексеев, А. П. Баранников, В. В. Бартольд, И. А. Орбели, В. В. Струве, Ф. И. Щербатской).
В 1951 был образован Институт электромеханики РАН (ныне — Институт электрофизики и электроэнергетики РАН, сокращённо — ИЭЭ), также расположившийся в бывшей великокняжеской резиденции. Институтом осуществляются как прикладные, так и фундаментальные исследования в области физики.
В настоящее время в Ново-Михайловском дворце располагается Институт истории материальной культуры РАН (или Институт археологии). Изначально Российская академия истории материальной культуры (предшественница института), основанная в 1919 году и преобразованная в 1926 году уже в Государственную академию истории материальной культуры (ГАИМК), размещалась по адресу ул. Халтурина, 5. В разное время в ГАИМК работали А. А. Спицын, Д. Н. Анучин, И. А. Орбели, А. А. Миллер. Однако в 1937 году академия вошла в состав АН СССР и была реорганизована в Институт истории материальной культуры (ИИМК). Четырьмя годами позже (в 1943 году) дирекция института перебралась в Москву, тогда как в Ленинграде осталось лишь отделение (филиал). В 1991 году ленинградское отделение стало самостоятельным учреждением. При институте состоит крупнейшая в России археологическая библиотека (в фондах которой около 200 000 томов), архив рисунков и рукописей (содержит примерно 70 000 единиц хранения), а также фотоархив (около 1 200 000 единиц хранения). ИИМК издаёт журнал «Труды», ежегодник «Археологические вести» на русском языке и журнал «Radiocarbon and Archaeology» на английском.
В 2005—2008 годах в рамках городской реставрационной программы проходил реставрационный ремонт лицевого фасада Ново-Михайловского дворца. Сами реставраторы оценивают проделанные по всему городу работы на «четвёрку с минусом». В частности, состояние скульптур верхнего яруса фасада Ново-Михайловского дворца вызвало серьёзную обеспокоенность специалистов. Эти фигуры пришлось подвергнуть отдельной дорого́й, но необходимой реставрации.
С 2009 года в здании также расположен Институт восточных рукописей РАН. В настоящее время формировавшаяся на протяжении двух столетий коллекция вмещает около миллиона томов в востоковедческой библиотеке, не менее 40 000 папок в архиве и более 100 000 единиц хранения на 65 живых и мёртвых восточных языках в рукописном фонде. Средства на работы по переустройству строений будут получены в дар от султана Омана Кабуса бен Саида.

## Фасад
В отделке и декоре фасадов присутствует характерное для эклектики и творчества Штакеншнейдера переплетение разных архитектурных стилей и направлений. Архитектором используются мотивы и отдельные детали рококо, барокко, а также множество отсылок к ренессансу и «стилю Людовика XIV». В оформлении фасадов зодчим использовалось обилие различных декоративных элементов. Более мелкая «прорисовка» плоскостей здания отдаляет архитектуру резиденции от идеалов и принципов русского классицизма, что неоднократно проявлялось в более ранних и более поздних работах архитектора. Помимо Андрея Штакеншнейдера, над фасадом дворца также работал скульптор Даниил Иванович Иенсен, создавший для оформления фасадов фигуры из терракоты. В композиционном плане строение больше похоже на доходный дом, чем на великокняжескую резиденцию.
Выходящий на Дворцовую набережную и обращённый к Неве главный фасад дворца отличается пышным оформлением. В сооружении использовался каррарский мрамор. Фасад выделяется тремя ризалитами: центральным и двумя боковыми. Все ризалиты увенчаны треугольными фронтонами, заполненными разными фигурами, причём фронтон центрального ризалита расположен выше фронтонов боковых. Лепной рисунок на центральных и боковых фронтонах одинаков. Центральный ризалит декорирован роскошнее и с бо́льшей детализацией, чем боковые. Он имеет 2 симметричных по отношению к друг другу выступа. Балюстрада и декоративные вазы, стоящие на широком антаблементе, венчают фасад.
На уровне третьего этажа все 3 ризалита оформлены фигурами кариатид, стоящих в различных позах и поддерживающих треугольные фронтоны (в случае, если ризалит боковой), полукруглые фронтоны-арки или карнизы. На уровне третьего этажа в центральном ризалите между фигурами кариатид расположен мраморный великокняжеский герб; в боковом между кариатидами — монограммы Михаила Николаевича, поддерживаемые женщинами в лавровых венках. Окна третьего этажа — прямоугольные, украшены простыми наличниками и завершены замковым камнем или карнизом. Стены третьего этажа украшают пилястры-филёнки с капителями и небольшие скульптурные панно.
На уровне второго этажа в пространствах между ризалитами фасад равномерно членится каннелированными пилястрами или колоннами коринфского ордера. Зодчим применён довольно эффектный мотив коринфских колонн, продолжающихся фигурами кариатид, поддерживающих антаблемент. В ризалитах окна прямоугольные, с полукруглыми завершениями. Центральные окна ризалитов этажа оформлены наличниками, карниз окон выполнен в стиле барокко. Остальные окна увенчаны треугольными или полукруглыми фронтонами. Окна в ризалитах выходят на небольшие балконы, ограниченные кованной решёткой. На уровне первого этажа фасад оформлен прямоугольными филёнками и скульптурными панно над окнами. Все окна широкие, прямоугольные, кроме двух, состоящих в центральном входе. Центральный вход декорирован тройным ажурным козырьком и кованными решётками, опирающимися на витые столбы с фонарями.

## Интерьеры
Внутреннее обустройство резиденции гармонично сочеталось с внешним обликом. В интерьерах сооружения, выполненных в стиле классицизм, присутствовали отсылки к рококо, готике, восточному искусству. Снос старых стен и некоторых перекрытий позволил создать более просторные дворцовые залы и комнаты. Немалая часть оригинальной отделки сохранилась до наших дней. Росписи залов, комнат и помещений выполнили художники М. А. Зичи и Н. И. Тихобразов.

### Первый этаж
На первом этаже размещён парадный вход (главный вестибюль, парадная лестница), а также личные покои великокняжеской фамилии (будуар, баня, ванная комната, кабинет). Стены личных помещений были затянуты узорной тканью, потолки и падуги украшены лепниной. Все комнаты оборудовали каминами. Кабинет великого князя был роскошно обустроен. Стены комнаты отделали панелями из орехового дерева, имелся резной (тоже ореховый) камин.
Среди жилых помещений особо выделяется предназначенная для водных процедур комната «с бассейном». Бассейн, представлявший собой углубление в полу, до нашего времени, ввиду своей ограниченной функциональности, не сохранился. Стены облицевали розовым искусственным мрамором, обрамлённым деталями из зелёного мрамора. Каменные блоки были разделены также мраморными каннелированными пилястрами дорического ордера. Фриз составляли барельефы, на которых были запечатлены античные сценки и герои. Двери оформили позолоченными фигурами дельфинов.
Парадный вход представлен главным вестибюлем и парадной лестницей. Главный вестибюль (также известен как приёмный зал) украсили 8 колоннами и 18 пилястрами из серого гранита, увенчанными белыми ленными капителями. Парадную лестницу сложили из мрамора и обрамили чередой зеркал. На втором этаже одна из стен лестницы была стеклянной, и сквозь неё был виден зимний сад. Лестница вела на второй этаж, к анфиладе прочих парадных помещений. Зимний сад занимал место на первом и втором этаже под домовой церковью.
|                                            |                         |                                  |                   |
| Кабинет великого князя Михаила Николаевича | Приёмная великого князя | Главный вестибюль (приёмный зал) | Парадная лестница |

### Второй этаж
На втором этаже располагались помещения парадной анфилады. Здесь обустроили гостиные (жёлтая, белая, малиновая), приёмную, дубовую столовую, а также банкетный, танцевальный и зелёный залы. В столовой был установлен высокий камин, отделанный резным дубом и украшенный гербом великого князя. Стены комнаты затянули тиснёной кожей, облицевали всё тем же резным дубом. Гостиные исполнены наряднее. Стены затянуты уже шёлковой штофной тканью. Потолки были украшены позолоченной лепниной. Наборные паркеты и двери изготовили из разных ценных пород дерева. Над мраморными каминами повесили заключённые в резные рамы зеркала.
Представляет определённый архитектурный интерес двусветный зелёный зал, весьма живописно декорированный и украшенный лепниной. Однако самыми пышно и роскошно обустроенными помещениями по праву считаются двусветные танцевальный и банкетный залы. Архитектором применяется один для обеих парадных комнат приём. По периметру стен двух залов были сооружены двухъярусные колоннады, выраженные белыми каннелированными колоннами коринфского ордера.
|                  |                |             |                  |               |
| Дубовая столовая | Белая гостиная | Зелёный зал | Танцевальный зал | Банкетный зал |

### Церковь во имя Архангела Михаила
Церковь во имя Архангела Михаила располагалась на третьем (верхнем) этаже дворца, прямо в середине фасада сооружения и была домовой церковью великокняжеского семейства. Снаружи она была увенчана одной позолоченной главкой, бывшей самый высокой точкой дворца. Церковь освятили 9 декабря 1861 года во имя архангела Михаила — покровителя великого князя. Росписи стен и свода церкви были выполнены в русском стиле «золотыми арабесками по голубому фону». А. Е. Бейдеман написал образа для иконостаса, оформил плафон.
В 1917 году во время Октябрьской революции помещения были национализированы, а церковь на волне антирелигиозной политики закрыли. До наших дней ни образа, ни росписи не сохранились. Позолоченная главка отсутствует.

## Двор
Участок, на котором расположилась великокняжеская резиденция, представлял собой прямоугольник, почти квадрат. Помимо собственно Ново-Михайловского дворца, за имением Михаила Николаевича значился комплекс служебных строений. Некоторые здания, относящиеся к резиденции (каретная служба, кузница), расположились по обе стороны Миллионной улицы, а также у набережной реки Мойки. Прислугу поселили в перестроенный Дом Зубовой. Иные службы (контора великого князя, построенный в 1877 году манеж и конюшни) обосновались во внутреннем дворе резиденции, «зажатом» между самим дворцом и шталмейстерским корпусом.

### Шталмейстерский корпус
Шталмейстерский корпус Ново-Михайловского дворца фасадом выходит на Миллионную улицу. Отделён от основного здания двором. Одно время в Шталмейстерском корпусе находились покои Георгия Михайловича — среднего сына великого князя Михаила Николаевича. Кроме того, в этой части дворца располагались квартиры некоторых лиц, служивших при дворе и в свите великого князя.
В результате революционных событий 1917 года здание было передано Петроградскому (Ленинградскому) военному округу. Здесь разместились его организационные структуры (в 1920-е годы здесь находилось Управление начальника военных сообщений военного округа), а также квартиры высокопоставленных военных. В разное время в доме проживали Михаил Николаевич Тухачевский (1928—1931 годы), Август Иванович Корк, Виталий Маркович Примаков, Борис Миронович Фельдман, Борис Михайлович Шапошников (1925—1927 годы). В квартире Тухачевского время от времени бывал молодой композитор Дмитрий Дмитриевич Шостакович. В 1932—1933 годах в доме жили разработчики ракетной техники Борис Сергеевич Петропавловский и Иван Терентьевич Клеймёнов. В ведении военных дом оставался вплоть до 1960 года. В настоящее время здание по адресу Миллионная, 19 является жилым.
Фасад Шталмейстерского корпуса по Миллионной улице исполнен более скромно и сдержанно, нежели обращённый к Неве главный фасад Ново-Михайловского дворца. Корпус выстроен на основе возведённого ещё в 1740-х дворца А. М. Черкасского, о чём свидетельствует изогнутая стена выходящего во двор фасада. Его криволинейная композиция признаётся уникальной для ранней архитектуры Санкт-Петербурга, отражает влияние итальянского барокко. В целом корпус походит больше на доходный дом, что объясняется связью функции здания и его архитектурного решения.
Иногда архитектурный стиль здания характеризуют, как «ретроспективное стилизаторство по мотивам раннего русского и французского классицизма».

### Запасной дворец
Запасной дворец, а также Конюшенный двор расположены по адресам Миллионная ул., 6 и наб. реки Мойки, 5. Занимают квартал к югу от Ново-Михайловского дворца. Являлись частью великокняжеской резиденции, предназначались для служебных нужд.
В 1780-х на месте современного Запасного дворца был возведён двухэтажный дом князя Щербатова. На первом этаже была устроена аркада. В 1861 году был надстроен третий этаж, переоформлен фасад. Начиная с 1857 года участок от Миллионной улицы до реки Мойки претерпел множество изменений. В конце 1860-х под руководством Штакеншнейдера дом по Миллионной декорировали в стиле рококо. В нём обустроили квартиры для придворных Михаила Николаевича. Дворовые строения были приспособлены под конюшни и сараи. Впрочем, в 1863 году землю, примыкающую к Мойке, арендовал мебельный фабрикант К. А. Туру.

### Комментарии
1. ↑  Охраняется ЮНЕСКО, как часть Исторического центра Санкт-Петербурга.
2. ↑  Подробнее о Д. И. Иенсене смотрите в Йенсен, Давид Иванович // Энциклопедический словарь Брокгауза и Ефрона : в 86 т. (82 т. и 4 доп.). — СПб., 1890—1907.
3. ↑  Здесь филёнка — обрамлённая часть пилястры. Подробнее см. Филёнка — статья из Толковый словарь русского языка Ушакова
4. ↑  Шталмейстер — заведующий конюшнями.
5. ↑  Дом включён в «Список вновь выявленных объектов, представляющих историческую, научную, художественную или иную культурную ценность» Архивная копия от 1 марта 2008 на Wayback Machine (утверждён приказом КГИОП от 20 февраля 2001 года № 15 с изменениями на 14 июня 2006 года).